# Seleção Sudanesa de Futebol
A Seleção Sudanesa de Futebol representa o Sudão oficialmente nas competições de futebol da FIFA. Ela é filiada à FIFA, à CAF, à CECAFA e à UAFA.
Disputou sete edições da CAN, sendo campeão em 1970. Entretanto, nunca disputou uma Copa do Mundo.

## Desempenho en Copas do Mundo
- 1930 a 1966 - Não participou
- 1970 a 2018 - Não se classificou

## Desempenho en Copas de África
- 1957 - Terceiro lugar
- 1959 - Vice-campeão
- 1962 - Não participou
- 1963 - Vice-campeão
- 1965 a 1968 - Não participou
- 1970 - Campeão
- 1972 - Primeira fase
- 1974 - Não participou
- 1976 - Primeira fase
- 1978 a 2006 - Não se classificou
- 2008 - Primeira fase
- 2010 - Não classificou
- 2012 - Quartos de finais
- 2013 a 2017 - Não se classificou

## Títulos
| CONTINENTAIS | CONTINENTAIS                   | CONTINENTAIS | CONTINENTAIS      |
|              | Competição                     | Vezes        | Ano               |
| ------------ | ------------------------------ | ------------ | ----------------- |
|              | Campeonato Africano das Nações | 1            | 1970              |
|              | Copa CECAFA                    | 3            | 1980, 2006 e 2007 |

## Campanhas de Destaque
- Campeonato Africano das Nações: 2º Lugar - 1959 e 1963
- Campeonato Africano das Nações: 3º Lugar - 1957
- Copa CECAFA: 2º Lugar - 1990, 1996 e 2013
- Copa CECAFA: 3º Lugar - 1996, 2004 e 2011